# Надо Чекарели
Нàдо Чекарèли (на италиански: Naddo Ceccarelli; * в Сиена, Сиенска република, † ок. 14 век) е италиански художник от Треченто, представител на Сиенската школа, работил в Сиена приблизително през 1330 – 1360-те г.

## Творби и стил
Стилът на работата му свидетелства, че той е непосредствен последовател на Симоне Мартини. В картините му не личи никакво влияние от братя Амброджо и Пиетро Лоренцети или Джото, във връзка с което голяма част от изследователите убедено считат, че той работи в групата на Симоне Мартини и Липо Меми, участвайки в многото поръчки за работилницата. Някои специалисти считат, че през 1336 г. Чекарели съпровожда Симоне Мартини в пътуването му до папския двор в Авиньон, а след неговата смърт се завръща в Сиена. Тази хипотеза няма документално потвърждение. В архивните документи, отнасящи се към този период, са забелязани имена на още двама художници с фамилия Чекарели, но едва ли може да се асоциират с Надо. В първия случай това е името на Францискус Чекарели, който се среща в документите в Перуджа от 1366 – 1368 г., а второто име е това на Петрус Чекарели, който по всяка вероятност е брат на Надо и изписва триптих за църквата на кармелитите в Авиньон, и във връзка с това става причина за хипотеза относно пътуването на Надо Чекарели в Авиньон.
Наред с двете подписани работи на Надо, на неговата четка се приписват:
- три неголеми „Разпятия“ (Музей на изящните изкуства, Бостън; Галерия „Уолтърс“, Балтимор и Музей „Фицуилям“, Кеймбридж);
- малък „Диптих“ (Сиена, Национална пинакотека), на едната част на който е изобразено „Разпятие с трите Марии“, а на другата „Мадона с Младенеца на трон със св. Екатерина Александрийска и Йоан Кръстител“[6];
- диптих „Поклонение на влъхвите/Благовещение“ (Музей на изкуствата, Тур);
- неголям триптих „Мадона с младенеца и светци/Благовещение“ (Музей Крайслер, Норфолк);
- няколко творби „Мадоната с Младенеца“.

Други негови работи се намират в музеите и колекциите в Будапеща, Дрезден, Флоренция, Сиена, Балтимор и Оксфорд. Основно това са неголеми произведения, като например табернакул с изображение „Мадоната и Младенеца“ от Музей „Уолтърс“, Балтимор (ок. 1350 г. 62×43,5×9,4 см). В сила е фактът, че дата има само на едно от произведенията на Чекарели (1347 г.). Затова да се построи стройна хронология на творенията на художника е невъзможно. Така датировката на приписаните на него произведения е изключително условна.

## Галерия от творби
- Опечален мъж, ок. 1347 г., Музей „Лихтенщайн“, Виена
- Мадоната с Младенеца. 1347 г. Частна колекция
- Табернакъл „Мадоната с Младенеца“, Музей „Уолтърс“, Балтимор
- „Разпятие“, Музей на изящното изкуство, Бостън
- Диптих „Поклонение на влъхвите/Благовещение“, Музей на изкуствата, Тур
- Триптих „Мадоната с Младенеца и светци/Благовещение“, Музей на изкуствата „Крайслер“, Норфолк
- „Мадоната с Младенеца“. Музей Ашмолеан, Оксфорд
- „Благовещение на Богородица“. Колекция „Ноортман“, Маастрихт, Нидерландия